# 幸町 (立川市)
幸町（さいわいちょう）は、東京都立川市の町名。現行行政地名は幸町一丁目から幸町六丁目。郵便番号は190-0002。

## 地理
立川市の北東部に位置する。北は東大和市桜が丘及び小平市中島町、東は小平市上水新町、立川市若葉町及び国分寺市西町、南は栄町、西は泉町及び柏町に隣接する。町内は郊外型店舗による商業地と住宅地が混在している。

### 地価
住宅地の地価は2014年（平成26年）1月1日に公表された公示地価によれば幸町6丁目15番23の地点で22万1000円/m2となっている。

## 歴史
- 1963年（昭和38年） 北多摩郡砂川町（すながわまち）が立川市へ編入され、立川市砂川町（すながわちょう）となる。
- 1971年（昭和46年） 町名地番整理により、砂川町の一部を分割し、幸町一丁目 - 六丁目を設置。

## 世帯数と人口
2018年（平成30年）1月1日現在の世帯数と人口は以下の通りである。
| 丁目       | 世帯数    | 人口     |
| ---------- | --------- | -------- |
| 幸町一丁目 | 525世帯   | 1,113人  |
| 幸町二丁目 | 1,338世帯 | 2,793人  |
| 幸町三丁目 | 627世帯   | 1,397人  |
| 幸町四丁目 | 1,825世帯 | 3,749人  |
| 幸町五丁目 | 1,472世帯 | 3,047人  |
| 幸町六丁目 | 602世帯   | 1,309人  |
| 計         | 6,389世帯 | 13,408人 |

## 小・中学校の学区
市立小・中学校に通う場合、学区は以下の通りとなる。
| 丁目       | 番地 | 小学校             | 中学校                 |
| ---------- | ---- | ------------------ | ---------------------- |
| 幸町一丁目 | 全域 | 立川市立第八小学校 | 立川市立立川第六中学校 |
| 幸町二丁目 | 全域 | 立川市立第八小学校 | 立川市立立川第六中学校 |
| 幸町三丁目 | 全域 | 立川市立第八小学校 | 立川市立立川第六中学校 |
| 幸町四丁目 | 全域 | 立川市立幸小学校   | 立川市立立川第四中学校 |
| 幸町五丁目 | 全域 | 立川市立幸小学校   | 立川市立立川第四中学校 |
| 幸町六丁目 | 全域 | 立川市立幸小学校   | 立川市立立川第四中学校 |

## 交通
鉄道
- 西武鉄道拝島線
  - 玉川上水駅
- 多摩都市モノレール多摩都市モノレール線
  - 泉体育館駅、砂川七番駅、玉川上水駅

道路
- 東京都道7号杉並あきる野線（五日市街道）
- 東京都道16号立川所沢線（立川通り）
- 東京都道43号立川東大和線（芋窪街道）

## 施設
- いなげや立川幸町店
- 立川市立第八小学校
- 西けやき台団地
- ケーヨーデイツー
- 立川幸町団地
- 立川市立立川第四中学校
- 立川市立幸小学校
- 西武鉄道玉川上水車両基地（敷地が立川市幸町六丁目と東大和市桜が丘三丁目にまたがっている）